# Yara Pilartz
Yara Pilartz (1 januari 1995) is een Frans - Libanese actrice. Ze werd bekend door haar rol als Clementine in 17 filles uit 2011, waarvoor ze de Young Jury's Best Actress Award ontving op het Reunion Film Festival. In 2012 speelt ze Camille in de serie Les Revenants, een rol die ze in 2015 in seizoen 2 eveneens op zich neemt.

## Filmografie

### Film
- 2011  : 17 filles van Delphine en Muriel Coulin  : Clementine
- 2015  : Moonkup, les noces d'Hémophile van Pierre Mazingarbe   : Hémophile
- 2015  : Les filles van Alice Douard   : Manon
- 2017  : La Belle Occasion van Isild Le Besco

### Televisie
- 2012 - 2015   : The Revenants of Fabrice Gobert   : Camille
- 2012   : Crapuleuses van Magaly Richard-Serrano   : Violet
- 2013   : Myster Mocky présente (aflevering "The Gift of Iris")

- Library of Congress Control Number: no2015040730
- Virtual International Authority File: 315190259
- WorldCat: E39PBJtCBb6BP8X3kFt3Fgvyh3